# التجاني يوسف بشير

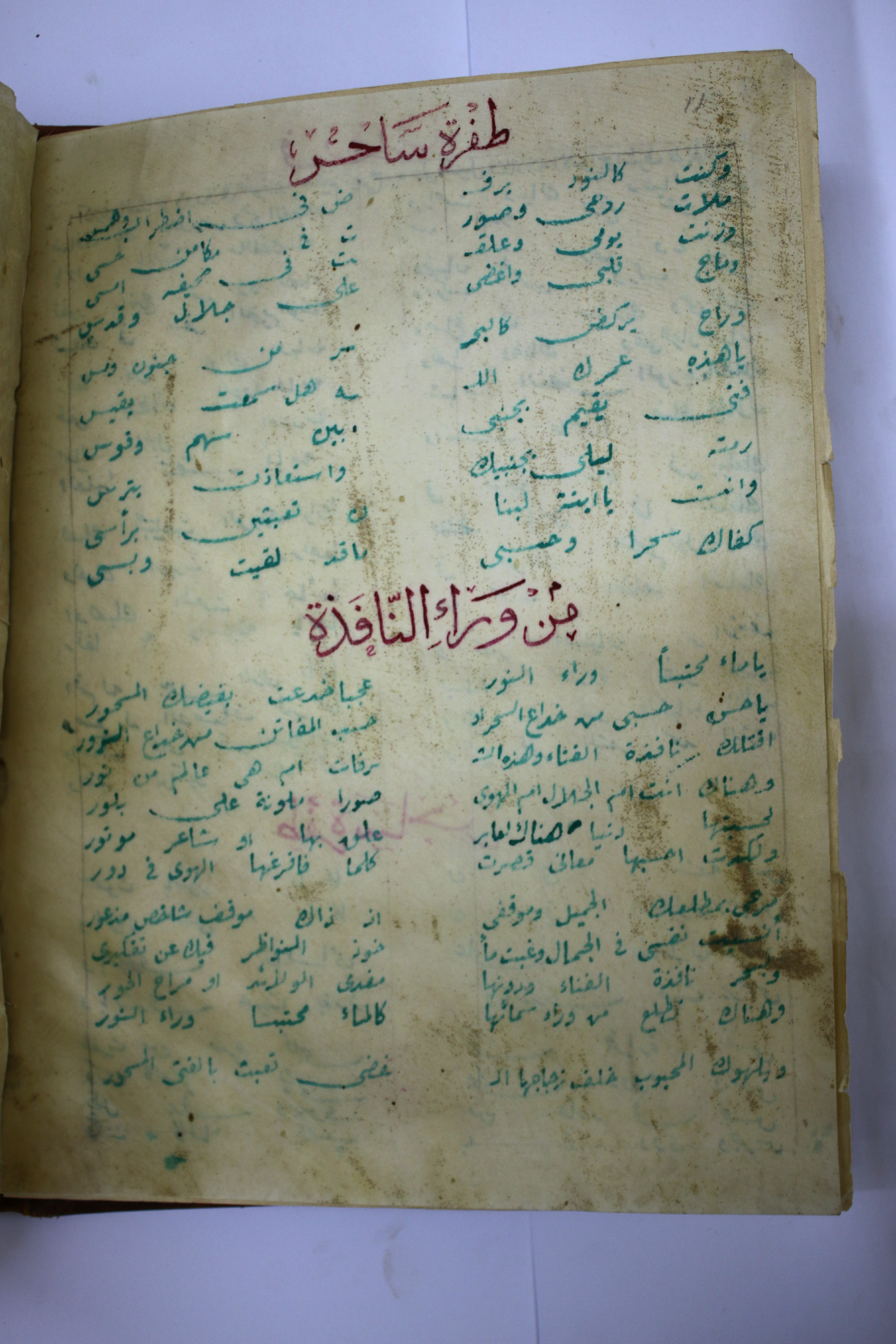
مخطوط ديوان إشراقة

التجاني يوسف بشير شاعر سوداني معروف يلقب بشاعر الجمال والروح والوجدان وهو من رواد شعر الرومانسية الصوفية المتجددة، مات وهو شاب وكتب أروع شعره وهو صغير. ورغم أنه عاش فترة قصيرة إلا أنه لفت الأنظار، فاهتمت به الصحف والمجلات وخاصة مجلة «مجلة أبولو »[بحاجة لمصدر]. وكثيرا ما تجرى مقارنة بينه وبين الشاعر التونسي المعروف أبو القاسم الشابي حيث إنهما عاشا في الفترة نفسها تقريبا وتشابهت تجربتهما إلى حد بعيد.

## الميلاد والنشأة
ولد التجاني بن يوسف بن بشير بن الإمام جزري الكتيابي وهذا هو إسمه بالكامل عام 1912 م، في حي الركابية في منزل يطل على شارع كرري (حاليا) بمدينة أم درمان بالسودان، في بيئة ذات ثقافة دينية محافظة. وسمي بهذا الاسم تيمناً بصاحب الطريقة التيجانية الصوفية المعروفة، الإمام أحمد التيجاني المتوفي في فاس بالمغرب سنة 1815م. وقد ظهر الطابع الديني في شعره الصوفي. دخل التجاني - أو التيجاني كما يكتب اسمه أحيانا- الخلوة وهو صغير ودرس في خلوة عمه الشيخ محمد الكتيابي، حيث حفظ القرآن الكريم ليلتحق بعد ذلك بالمعهد العلمي في أم درمان، وتلقى علوم اللغة العربية والفقه والأدب والفلسفة. وفي تلك الفترة ابتدأ يقرض الشعر بين أنداده.

## فصله من المعهد العلمى
تم فصله من المعهد العلمي [سنة ؟؟19] بسبب ما قاله إثر نقاش بينه وزملائه تمت فيه المقارنة بين شعر أمير الشعراء أحمد شوقي، وحافظ إبراهيم فقال التجاني ما معناه إن لشعر شوقي فضل على على سائر الشعراء كفضل القرآن على سائر الكتب. اثار هذا الكلام حفيظة مدير المعهد آنذاك، أحمد محمد أبودقن، واستيائه الشديد فقرر فصل التجاني من المعهد من غير رجعة متهما أياه بالكفر والزندقة.

## نشاطه المهني
عمل التجاني بعد فصله من المعهد العلمي بائعا في محطة لبيع الوقود. ثم زاول مهنة الصحافة وعمل صحفياً وساهم في تحرير صحيفة «ملتقى النهرين»، ومجلتي «أم درمان» و«الفجر». ومن ثم اعتكف في منزله وأكب على دراسة كتب الأدب القديم بما فيها كتب الصوفية والفلسفة.

## مرحلة المرض
أصيب بداء الصدر وظل يعاني من المرض والفقر والعزلة الاجتماعية ورزح تحت وطأة الآلام النفسية والجسدية التي فاقمت من مرضه وأدت إلى ظهور شكل من أشكال الوسواس القهرى لديه وهو ما أنعكس في أعماله الشعرية ففي قصيدته «يؤلمنى شكّي» يصف حالته المرضية إلى صديقه محمود انيس وهو يصارع المرض.
ووفقاً للشاعر عبد المنعم الكتيابي ابن أخت التجاني فإن البيئة غير الصحية التي عمل في وسطها التجاني لساعات طويلة كمحرر لبعض الجرائد في مطبعة قديمة بالمكان تنبعث منها أبخرة ضارة بالصحة وأجواء الرطوبة كانت السبب في أصابته بالدرن الرئوي الذي لم يمهله طويلاً.

## وفاته
توفي التجاني يوسف بشير سنة 1937 م، عن عمر يناهز الخامسة والعشرين.

## قالوا عنه
يؤكد الشاعر العراقي فالح الحجية في كتابه شعراء النهضة العربية على أن «التجانى يوسف بشير يمتاز بروعة الشعر وقوته ومتنانته وجزالته فانه برغم قصر سنى عمره التي ما تجاوزت الخمس والعشرين سنة أضاف إلى التراث الأدبي السودانى والعربي ديوانا رائعا اسماه «إشراقة» تسمت الكثير من بنات السودان في حينه يضم قصائد روعة في الإنشاد والبلاغة والخيال».
ووفقاًللباحث السوداني عكاشة أحمد فضل «فقد كانت هناك الكثير من العوامل التي أدت إلى أن يعتبر العرب والسودانيون التجاني يوسف بشير شاعرا مجيدا ومن بين هذا سعة وصدق آرائه فيما يتعلق بالروابط فيما بين الناس وروع’ وامتياز اشعارة خاصة تلك التي تعلقت بالجمال والعاطفة البشرية .. لقد كانت من الكمال والغنى وكانت الأصوات في أغلبها رخيمة وشجية».

## أشعاره
تناول عدد من الننقاد وا الباحثون أشعار التجاني ويرى البعض أنها تعالج بعض المشكلات الفكرية والفلسفية من بينها الحب وجمال الطبيعة والداء والمعاناة والموت وبعض مسائل الفكر والتأمل والتفلسف. وقد كان للقرآن الأثر البالغ في تشكيل صورها. وشعر التجاني يوسف بشير حافل بالنزعات الصوفية التي تنبع من التجليات الروحية التي تتنازع النفس بعد رحلة من العناء والتساؤلات حول ما يحيط بالنفس وما يدور حولها. كما تضمن شعره مفهومي الشك واليقين، وظل التجاني كما قال هنري رياض في كتابه «التجاني يوسف بشير شاعراً وناثراً» إن التجاني يوسف بشير كان في تقلب مستمر بين الشك واليقين. وهذا الرأي يؤكده عبد المجيد عابدين في كتابه «لتجاني شاعر الحب والجمال»، فيقول: «إن التجاني ظل متردداً بين عقله وروحه أو بين شكه ويقينه، وليس من اليسير أن نتبين من شعره على أي الحالين قد استقر مضيفاً لو عاش التجاني وتجاوز بعمره مرحلة الشباب لكان في مقدورنا أن نتبين على أي الحالين استقر التجاني بعد أن قطع مرحلة الحيرة عند الشباب». ويخالف هذا الرأي محمد محمد علي الذي يرجح أن يكون مذهب التجاني هو الشفيف وكان التجاني يجدد في المضامين، وهو ما دعا عددا من النقاد إلى تشبيهه ببعض شعراء الغرب مثل بيل بيليك.
وعن تجربتي التيجاني والشاعر التونسي أبو القاسم الشابي يقول الكتيابي ابن أخت التجاني: «إن القلق كان مسيطرا على الشباب في مرحلة ما بين الحربين العالميتين، وكان هناك تطلع للتحرر من الاستعمار، وقد وحدت هذه المرحلة تطلعات التيجاني والشابي. كما أن كليهما درسا في معهد ديني لكن تجربتيهما مختلفتان في المضمون وحتى في الشكل، حيث يرى البعض أن الشابي كان متفائلا، في حين كان يغلب التشاؤم على شعر التيجاني».

## إنتاجه الأدبي
له ديوان شعر بعنوان «إشراقة» صدر بعد وفاته  ويحتوي على القصائد التالية:
| - الصوفي المعذب - الخرطوم - في الموحي | - أنشودة الجن - ملاحن فيها الهوى والألم - يؤلمني شكي | - مدهش ذكره مخيف الأداء - قلب الفيلسوف - اليقظة | - أمل - أنت أم النيل - المعهد العلمي | - توتي في الصباح - حيرة - في محراب النيل، التي تغنى بها الفنان السودانى عثمان حسين. |

## مؤلفات صدرت عن أعماله
صدرت عدة مؤلفات وكتب وبحوث عن أعماله أعدها كتاب من بينهم:
1. أحمد محمد البدوي: التجاني يوسف بشير، لوحة وإطار، المطبعة الفنية، (الخرطوم 1980).
2. عبد المجيد عابدين: التجاني شاعر الجمال، (الطبعة الثالثة)، مطبعة السعادة، (القاهرة 1962).
3. محمد محمد علي: محاولات في النقد، مطبعة الثقافة والإعلام، (الخرطوم 1958).
4. هنري رياض: التجاني شاعرًا وناثرًا - دار الثقافة، (بيروت).[11]
5. بدر الدين يوسف السيميت - التجاني وترا" من النأي المقدس ومن بقايا المرسلين

## نموذج من شعره
قال في قصيدة «إنشودة الجن» الشهيرة والتي تغنى بها لأول مرة المغني السوداني سيد خليفة:
قـم يـاطرير الشباب
غــن لـنـا غـن
يـا حـلو يا مستطاب
إنــشـودة الـجـن
وأقـطف لي الأعناب
وامــلأ بـها دنـي
مـن عـبقري الرباب
أو حـــرم الـفـن
صح في الربى والوهاد
واسـتـرقص الـبيدا
واسـكب عـلى زناد
مــا يـسحر الـغيدا
وفـجـر الأعــواد
رجـعـا وتـرديـدا
حـتى ترى في البلاد
مــن فـرح عـيدا
وامـسح على زرياب
واطـمس عـلى معبد
واغـش كـنار الغاب
فــي هـدأة الـمرقد
وحــدث الأعـراب
عـن روعـة المشهد
وقال في قصيدته المعنونة بعنوان المعهد العلمي وهو المعهد الذي درس به، وتعرض لخلافات أدت لفصله منه بعد اتهامه بالكفر والزندقة:
السحر فيكَ وَفيكَ مِـن أَسبابـه
دَعـةُ الـمُـدِل بِعَبقـري شَبابـه
يا مَعهدي وَمَحط عَهد صِباي من
دارٍ تَطرّقُ عَـن شَبـاب نابـهِ
واليَوم يَدفَعُني الحَنيـن فَأَنثنـى
وَلهان مُضطَرِبـا إِلـى أَعتابِـهِ
سَبق الهَوى عَينيّ في مِضمـاره
وَجَرى وَأَجفَل خاطِري مِن بابهِ
وَدَّعت غَضّ صِباي تَحتَ ظِلاله
وَدَفنت بيض سني في مِحرابـهِ
نَضّرت فَجر سنـي مِـن أَندائِـهِ
وَاشتَرت ملء يَديّ مِن أَعنابِـهِ
هُوَ مَعهَدي وَلَئن حَفظت صَنيعه
فأَنا ابن سرحته الذي غَنـى بِـهِ
فَأَعيذ ناشئة التُقى أَن يرجفوا
بِفَتى يَمتّ إِلَيـهِ فـي أحسابـهِ
ما زِلت أَكبَر في الشَباب وَأَغتَدي
وَأَروح بَينَ بخٍ وَيا مَرحى بِـهِ
حَتّى رُميت وَلَستُ أَول كَوكَـب
نَفِس الزَمان عَلَيهِ فَضل شِهابـه
قالوا وَأرجفت النُفوس وَأَوجفت
هَلَعاً وَهاجَ وَماجَ قُسـور غابـهِ
كفر ابن يوسف مِن شَفي وَاعتَدى
وَبَغى وَلَسـتُ بِعابـئ أَو آبـه
قالو احرقُوه بل اصلبوه بل
انسفوا للريح ناجس عظمه وإهابه
وَلَو ان فَوق المَوت مِن مُتلمـس
لِلمَرء مُـدّ إِلَـيّ مِـن أَسبابـه
كما قال في قصيدة «الصوفي المعذب»:
الوجود الحق ما اوسع في النس مداه
والسكون المحض ما اوثق بالروح عراه
كل ما في الكون يمشي في حناياه الإله
هذه النملة في رقتها رجع صداه
هو يحيا في حواشيها وهي تحيا في ثراه
وهي ان اسلمت الروح تلقتها يداه
لم تمت فيها حياة الله إن كنت تراه

## وصلات خارجية
- بوابة الشعراء : ديوان التجاني يوسف بشير